# Kunst

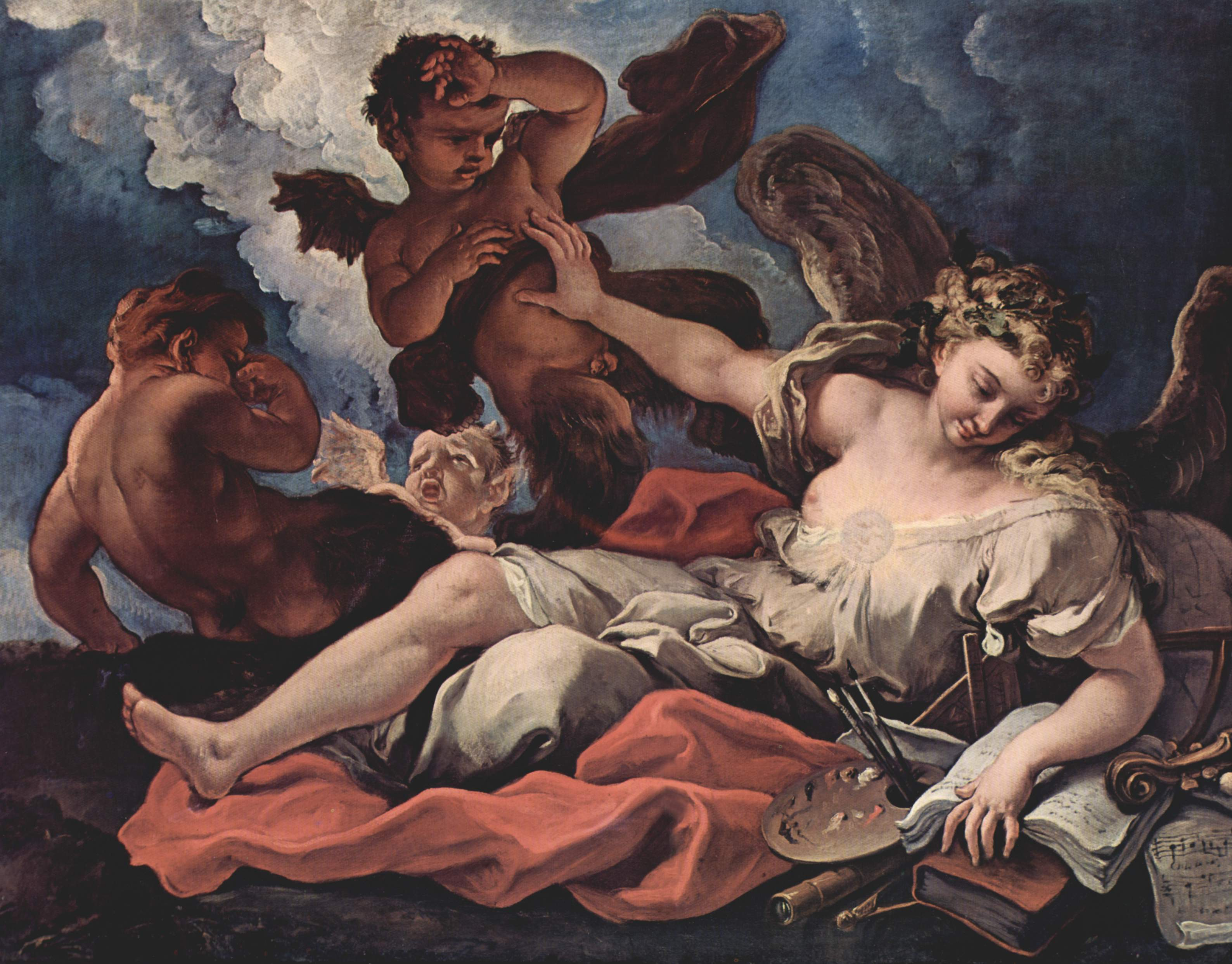
Sebastiano Ricci: Allegorie der Künste 1690–1694

Das Wort Kunst (lateinisch ars, griechisch téchne) bezeichnet im weitesten Sinne jede entwickelte Tätigkeit von Menschen, die auf Wissen, Übung, Wahrnehmung, Vorstellung und Intuition gegründet ist (Heilkunst, Kunst der freien Rede). Im engeren Sinne werden damit Ergebnisse gezielter menschlicher Tätigkeit benannt, die nicht eindeutig durch Funktionen festgelegt sind. Nach Tasos Zembylas unterliegt der Formationsprozess des Kunstbegriffs einem ständigen Wandel, der sich entlang von dynamischen Diskursen, Praktiken und institutionellen Instanzen entfalte.
Kunst ist ein menschliches Kulturprodukt, das Ergebnis eines kreativen Prozesses. Das Kunstwerk steht meist am Ende dieses Prozesses, kann aber auch der Prozess bzw. das Verfahren selbst sein. So wie die Kunst im gesamten ist das Kunstwerk selbst gekennzeichnet durch das Zusammenwirken von Inhalt und Form. Ausübende der Kunst im engeren Sinne werden Künstler genannt.
Die ursprüngliche Bedeutung des Begriffs Kunst wurde auf alle Produkte menschlicher Arbeit angewandt (vgl. Kunstfertigkeit) als Gegensatz zur Natur, was beispielsweise bei Kunststoff, Künstliche Ernährung, Künstliches Aroma, Künstliche Intelligenz ersichtlich wird.
Jedoch versteht man seit der Aufklärung unter Kunst vor allem die Ausdrucksformen der schönen Künste:
- bildende Kunst mit den klassischen Gattungen Malerei und Grafik, Bildhauerei, Architektur und etlichen Kleinformen sowie seit dem 19. Jahrhundert dem Kunstgewerbe, Gebrauchskunst oder angewandte Kunst genannten Grenzbereich zum Kunsthandwerk
- Musik mit den Hauptsparten Komposition und Interpretation in Vokal- und Instrumentalmusik, Gattungen der Musik (nach Funktion oder Besetzung)
- Literatur mit den Hauptgattungen Epik, Dramatik, Lyrik und Essayistik
- darstellende Kunst mit den Hauptsparten Theater, Tanz und Film

Ausdrucksformen und Techniken der Kunst haben sich seit Beginn der Moderne stark erweitert, so mit der Fotografie in der bildenden Kunst oder mit der Etablierung des Comics als Verbindung bildender Kunst mit der Narrativität der Literatur. Bei den darstellenden Künsten, Musik und Literatur lassen sich heute auch Ausdrucksformen der Neuen Medien wie Hörfunk, Fernsehen, Werbung und Internet hinzuzählen. Die klassische Einteilung verliert spätestens seit den letzten Jahrzehnten des 20. Jahrhunderts an Bedeutung. Kunstgattungen wie die Installation oder der Bereich der Medienkunst kennen die klassische Grundeinteilung nicht mehr.

## Etymologie und Wortgebrauch

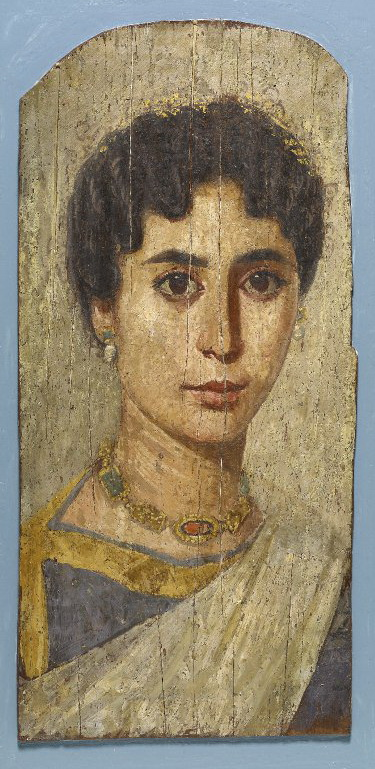
Ägyptisches Mumienporträt, 2. Jahrhundert n. Chr.

Kunst ist ein deutsches Wort. Bereits im Althochdeutschen lautete es kunst (Plural kunsti), im Mittelhochdeutschen kunst (Pl. künste). Ursprünglich ist kunst ein Substantivabstraktum zum Verbum können mit der Bedeutung „das, was man beherrscht; Kenntnis, Wissen, Meisterschaft“. Die Redewendung „Kunst kommt von Können“ ist also etymologisch (dem Wortursprung nach) richtig. Zusätzlich wurde „Kunst“ in Lehnbedeutung für den lateinischen Begriff ars benutzt, z. B. im Bildungskanon der Sieben freien Künste, in Lebenskunst, Liebeskunst usw. Kunst bezieht sich in diesem Sinne grundsätzlich auf alles, was Menschen können und was von Menschen gemacht ist. Der entsprechende Gegenbegriff ist Natur, wie in dem alltäglichen Gegensatzpaar natürlich – künstlich.
Seit der Zeit der Aufklärung wird Kunst hauptsächlich in einem engeren Sinne als Oberbegriff der Ästhetik verwendet, der die Kunstgattungen (bildende Kunst, darstellende Kunst, Musik und Literatur) und ihre verschiedenen Stile und Strömungen zusammenfasst. Zugehörige Begriffe sind z. B. Kunstwerk, Künstler, künstlerisch. Auf diesen Begriff geht der vorliegende Artikel näher ein.
Der Begriff Kunst wurde und wird mithin gebraucht:
Als Gegensatz zu NaturSchon bei Aristoteles, vor allem aber im Gefolge der Aufklärung und ihrem neuen Naturbegriff wird Kunst (gr. τέχνη, téchnē) als Gegensatz zu Natur (gr. φύσις, physis), als künstlich anstelle von natürlich verstanden. Heute verwendet man das Präfix Kunst- als Bezeichnung für „nicht natürliche“, also „künstliche“, Gegenstände und Materialien: Kunstpelz, Kunststoff, Kunstblume, Kunstherz, Kunstauge usw.
In diesem Sinne wurden auch alle Techniken, welche die natürlichen Elemente Wasser, Feuer, Dampf und Erde zähmten, steuerten und nutzbar machten, als Künste bezeichnet.
So bezeichnet Wasserkunst zunächst die Anlagen der Wasserversorgung und Entwässerung und später auch Springbrunnenanlagen. Dampfkunst beschreibt die Verwendung von Dampfdruck für allerlei industrielle Techniken wie etwa die Dampfmaschine. Die bergmännische Kunst dient der Ausbeutung von Bodenschätzen, und Vorrichtungen zum Fördern von Lasten werden im Bergbau als Fahrkunst bezeichnet.
Im Sinne von Wissen, Erkennen, Erkenntnis, EinsichtAusgehend von der Philosophie der Antike, beispielhaft die „Hebammenkunst“ des Sokrates, wurde der Begriff Kunst seit dem 16. Jahrhundert nicht nur zur Beschreibung eines Wissens gebraucht, der Begriff wird ebenso synonym für Philosophie, aber auch die (Natur-)Wissenschaften verwendet.
Im Sinne von Fertigkeit, Geschicklichkeit, Kunstfertigkeit und HandwerkskunstGemeint waren Fertigkeiten („fertig sein“ im Sinne von „ausgelernt sein“) innerhalb eines Fachgebiets sowie die Gesamtheit einer Fertigkeit (Fechtkunst, Reitkunst, Kochkunst, Heilkunst, Rechenkunst, Schreibkunst, Lebenskunst) oder Tätigkeit (Flechtkunst, Töpferkunst), Sterbekunst als Synonym für die Tätigkeit eines Bestatters, erhalten als „Kunstfertigkeit“. Eine negative Konnotation erhalten diese Künste, wenn damit geschickte Täuschungen gemeint sind (Diebeskünste, Verschönerungskünste, Schwarze Kunst, Verführungskunst oder Zauberkunst). Aus dem Bedeutungsfeld der Verstellungen kommt auch das Adjektiv „gekünstelt“.
Im Sinne von Handwerk und KunsthandwerkBis in das 18. Jahrhundert wurde Kunst, ausgehend vom altgriechischen Techne, auch als Synonym für die Ausübung eines (technischen) Handwerks benutzt. Die dieses Spezialwissen (beispielsweise Feuerkunst für Feuerwerke herstellen, Wasserkunst, bergmännische Kunst, Gartenkunst) Aufweisenden oder diese Künste als Meister Ausübenden hatten den Titel eines Kunstmeisters. Erhalten hat sich dieser Gebrauch in der Redensart „hergestellt nach allen Regeln der Kunst“ und im Begriff Baukunst. Im Wort Kunsthandwerk steckt heute noch das Handwerk, das mit der Hand erzeugte Gewerk. Mit Kant lässt sich schließlich die Trennung der Begriffe konstatieren: „Im engern Sinne sind Handwerk und Kunst genau unterschieden, obwohl es an naher Berührung, ja Verfließen von beiden nicht fehlt [vgl. Kunstgewerbe]: die Kunst wird vom Handwerk unterschieden, die erste heißt freie, die andere kann auch Lohnkunst heißen.“
Im Sinne von WissenschaftSeit dem Altertum werden die Anfangsgründe der Wissenschaft als die Sieben Freie Künste bezeichnet, bestehend aus dem Trivium (mit Grammatik, Rhetorik, Logik) und dem Quadrivium mit Arithmetik, Geometrie, Musik, Astronomie.
Seit Leibniz kennt man die Bezeichnung wissenschaftlicher Disziplinen als „Sprachkunst (Grammatica), Redekunst (Rhetorica), Messekunst (Geometria), Beweiskunst (Logica), Sittenkunst (Ethica), Sehkunst (Optica), Zergliederkunst (Anatomia), Scheidkunst (Chymia) u. a.“. Bald jedoch wird die Kunst von der Wissenschaft unterschieden. Goethe meint dazu: „Kunst und Wissenschaft sind Worte, die man so oft braucht und deren genauer Unterschied selten verstanden wird, man gebraucht oft eins für das andere, und schlägt dann gegen andere Definitionen vor: ich denke, Wissenschaft könnte man die Kenntnis des Allgemeinen nennen, das abgezogene Wissen, Kunst dagegen wäre Wissenschaft zur That verwendet. Wissenschaft wäre Vernunft, und Kunst ihr Mechanismus, deshalb man sie auch praktische Wissenschaft nennen könnte. Und so wäre denn endlich Wissenschaft das Theorem, Kunst das Problem.“

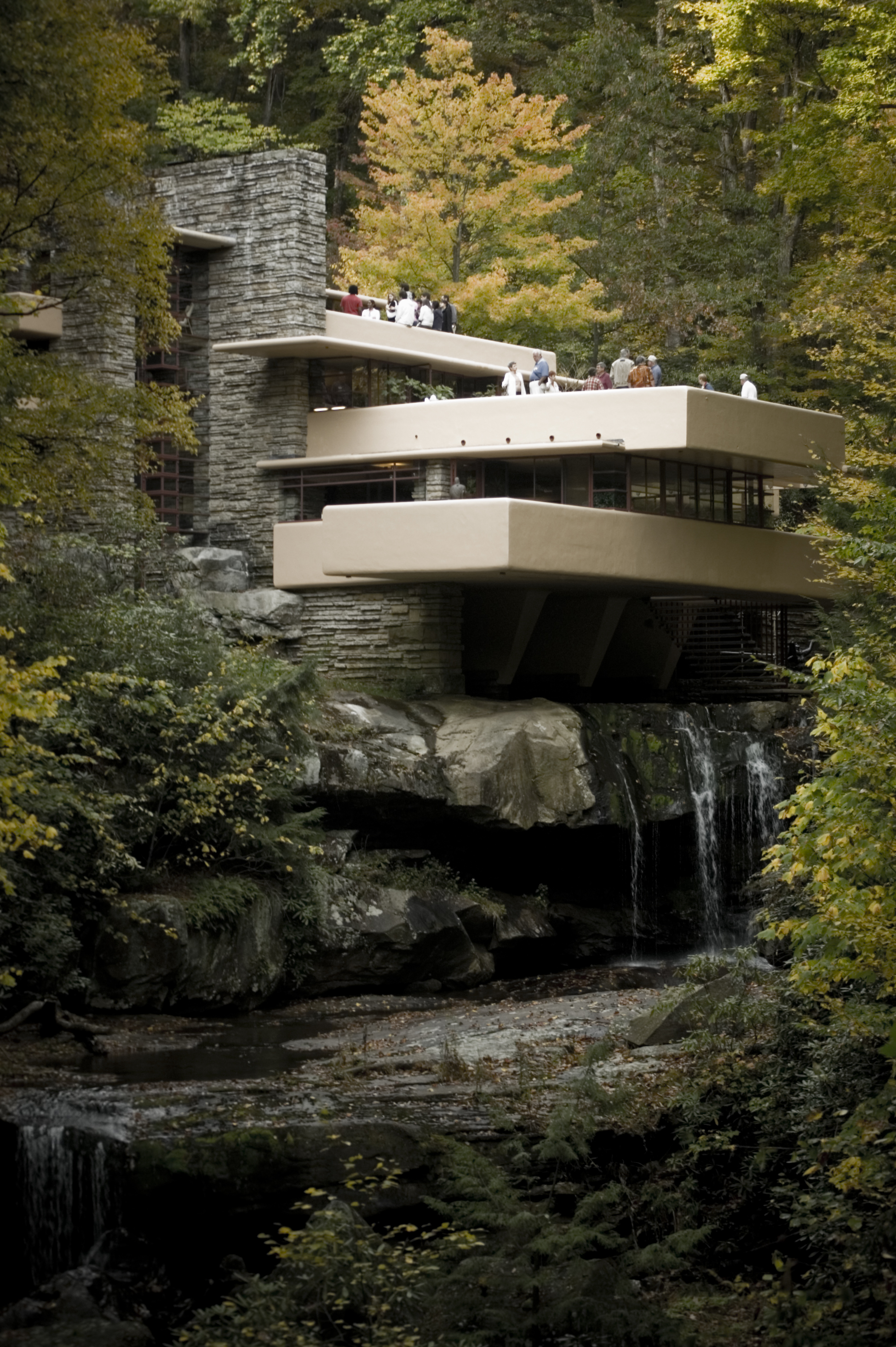
Architektur: Frank Lloyd Wright: Fallingwater (1936–39)

Im Sinne von schöne KünsteKunst im heutigen, am häufigsten gebrauchten Sinn wurde begrifflich vor allem von Winckelmann, Lessing, Herder, Goethe und Schiller geprägt. In ihren ästhetischen Schriften beschreiben sie die menschlichen Hervorbringungen zum Zwecke der Erbauung als Kunst, sei es im Theater, in der Literatur, in der Musik oder die Werke „bildender Künstler“, auf die sich der Begriff schließlich zunehmend verengt. So hat sich Kunst- auch als Präfix für Wortbildungen wie Kunstausstellung, Kunstwerk, Kunstauktion usw. herausgebildet.

## Geschichte des Kunstbegriffes

### Vorgeschichte

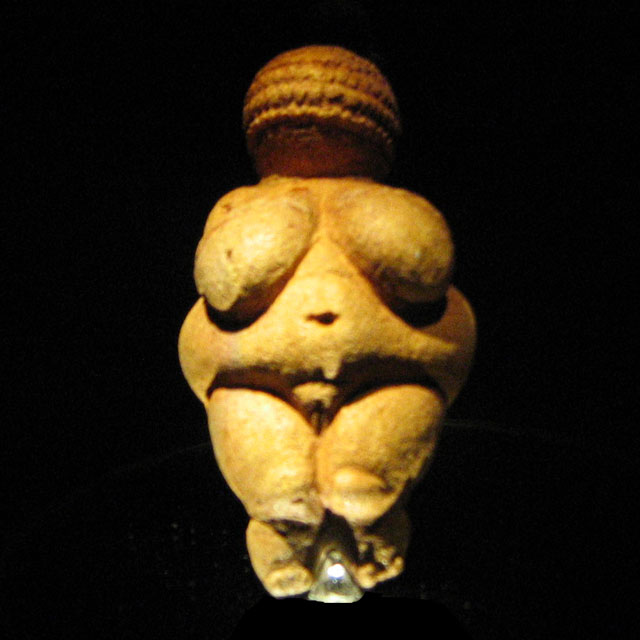
Venus von Willendorf, ca. 25.000 v. Chr.

Die Kunst ist die dritte Stufe in der Evolution ästhetischer Praktiken. In der ersten Stufe haben frühe Vertreter der Gattung Homo Gegenstände lediglich dekoriert, verziert oder auf andere Weise ästhetisch gestaltet. So lässt sich schon an 1,8 Millionen alten Faustkeilen nachweisen, dass diese unter ästhetischen Gesichtspunkten bearbeitet wurden.
Die zweite Stufe stellt die Herstellung von Schmuck dar. Hier werden Gegenstände eigens zu dekorativen Zwecken hergestellt. Dazu gehören die durchlöcherten und mit Ocker eingefärbten, 80.000 Jahre alten Muschelschalen aus der südafrikanischen Blombos-Höhle und aus Marokko. Im Unterschied zu einer einfachen ästhetischen Dekoration hat Schmuck in der Regel eine symbolische Bedeutung und dient dazu, das Prestige seines Besitzers aufzuwerten.
Die ältesten Zeugnisse der Kunst sind noch einmal jünger und tauchen erst vor rund 40.000 Jahren auf. Beschränkt sich die symbolische Bedeutung von Schmuck auf den sozialen Status seines Trägers, geht der symbolische Gehalt von Kunst darüber hinaus. Insbesondere die figürliche Kunst verweist auf etwas Äußeres, sie stellt etwas dar oder bezeichnet etwas. Sie setzt nicht nur symbolisches Denken voraus, sondern auch Fantasie, die Fähigkeit sich etwas vorzustellen, was im jeweiligen Moment nicht real präsent ist.
Welche Funktion die frühe Kunst hatte, ob sie anfangs eine religiös-kultische oder eine profane Funktion hatte, ist unklar. Sowohl Malerei und Skulptur als auch Musik und Tanz treten bereits in der Altsteinzeit in Erscheinung. Zu den frühesten Zeugnissen von Kunst gehören die knapp 40.000 Jahre alten Elfenbeinfiguren aus dem Lonetal sowie die Flöten aus dem Geißenklösterle. Fast gleich alt sind Fels- und Höhlenmalereien in Australien und Indonesien. Diese sind sogar älter als die hierzulande bekannteren Höhlenmalereien in Frankreich und Spanien, etwa aus der Grotte Chauvet.
Das altersgleichen Zeugnisse von Kunst in Mitteleuropa und in Australien sprechen dafür, dass der anatomisch moderne Mensch (Homo sapiens) schon vorher, möglicherweise schon vor dem Verlassen Afrikas, zur Kunstherstellung fähig war, auch wenn archäologische Belege dafür bisher fehlen. Dafür spricht auch die handwerkliche Perfektion, die sich in den ältesten Kunstwerken von Beginn an zeigt.
Historisch entwickelten sich die Künste aus ihrem Beitrag zur materiellen Organisation von Kulten und Ritualen. In der Frühzeit menschlicher Entwicklung ist das Auftreten von Kunst einer von mehreren Indikatoren für die Bildung von Bewusstsein und menschlichem Denken. Kunst bezeichnet in diesem Zusammenhang Verrichtungen oder Darstellungen (z. B. Musik, Bemalung), die keinen unmittelbaren Nutzen zur Lebenserhaltung erkennen lassen.
Bei heutigen Naturvölkern lässt sich die frühe Kultfunktion von künstlerischen Ausdrucksformen ebenso studieren wie eine anthropologische Konstante: das Bedürfnis (sich) zu schmücken, das sich im Ornament zuerst herausgebildet hat. Diskutiert werden außerdem soziale Funktionen von künstlerisch bzw. ornamental gestalteten Artefakten wie Spangen, Fibeln, Waffen usw. in den Clangesellschaften der Ur- und Frühgeschichte. Damit fungiert Kunst seit frühester Zeit auch als Distinktionsmerkmal, wie es von der jüngeren Kunsttheorie und -soziologie diskutiert wird. Anthropologisch markiert Kunstproduktion vor ca. 40.000 Jahren (im Aurignacien) den Übergang vom Homo sapiens zum „Homo sapiens intellectus“. Da die Vorgeschichte per definitionem eine schriftlose Epoche ist, gibt es keinerlei Überlieferungen eines zeitgenössischen Kunstbegriffs.

### Altertum

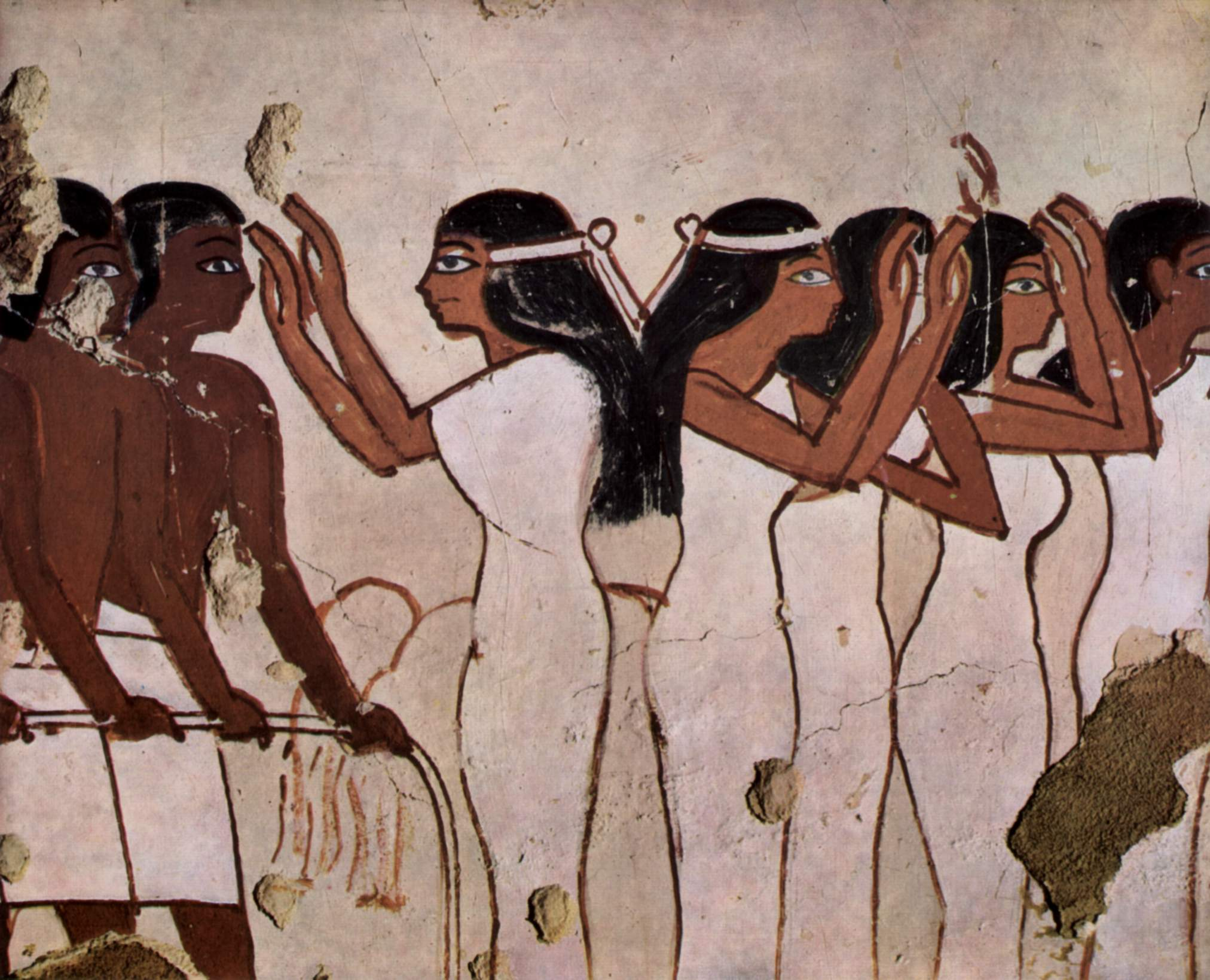
Ägypten, ca. 1422–1411 v. Chr.

Von den frühen bis zu den späten antiken Kulturen, vom ägyptischen Alten Reich über das klassische Griechenland bis zum späten Rom, sind eine Fülle von Kunstwerken erhalten: Architektur, Skulpturen, Fresken und Kleinkunst. Dass sie als solche bezeichnet werden, ist jedoch ein Anachronismus, denn zur Zeit ihrer Entstehung galten Malerei und Bildhauerei nicht als Kunst, sondern als Handwerk, ihre Erzeugnisse als Produkte von Handwerken, nicht aber Künstlern. Das Theater war bereits weit entwickelt und geachtet, aber wesentlich Bestandteil kultischer Handlungen.
Als freie Künste (artes liberales) wurden in der Antike jene Kenntnisse und Fähigkeiten bezeichnet, die einem freien Mann – nicht aber einem Sklaven – zur Verfügung stehen sollten. Martianus Capella (um 400 nach Chr.) hat insgesamt sieben Künste in zwei Gruppen eingeteilt: das Trivium beinhaltete Grammatik, Dialektik und Rhetorik; das Quadrivium umfasste Geometrie, Arithmetik, Astronomie und Musik. Von den Schönen Künsten im modernen Sinn war also allein die Musik in der Antike eine anerkannte Kunst. Niederes Handwerk waren dagegen die mechanischen Künste („artes mechanicae“), die mit der Hand ausgeführt werden mussten, worunter eben auch die Malerei oder die Bildhauerei fielen. Malerei und Bildhauerei sowie die Heilkunst (in den Aphorismen des Hippokrates) wurden in der Antike aber auch als Kunst (téchne bzw. ars mechanica) und nicht als reine Technik (epistéme) angesehen.
Der Gegensatz (Antagonismus) von Kunst, die vorwiegend aus dem Geist entsteht, und Kunst, die manuell gefertigt werden muss, wird sich in der bildenden Kunst über 2.000 Jahre immer wieder anders manifestieren, vom Paragone in der Renaissance (dem Wettstreit der Kunstgattungen, welche die edelste von allen sei) über den deutschen Idealismus des 18. Jahrhunderts und seinen Anteil am modernen Kunstbegriff (der technisches Können nur noch als banales Werkzeug des Künstlers begreift, um seiner Idee Ausdruck zu verleihen) bis hin zur Konzeptkunst der 1960er Jahre, die die künstlerische Idee gänzlich vom ausgeführten Gegenstand entkoppelt.

### Mittelalter

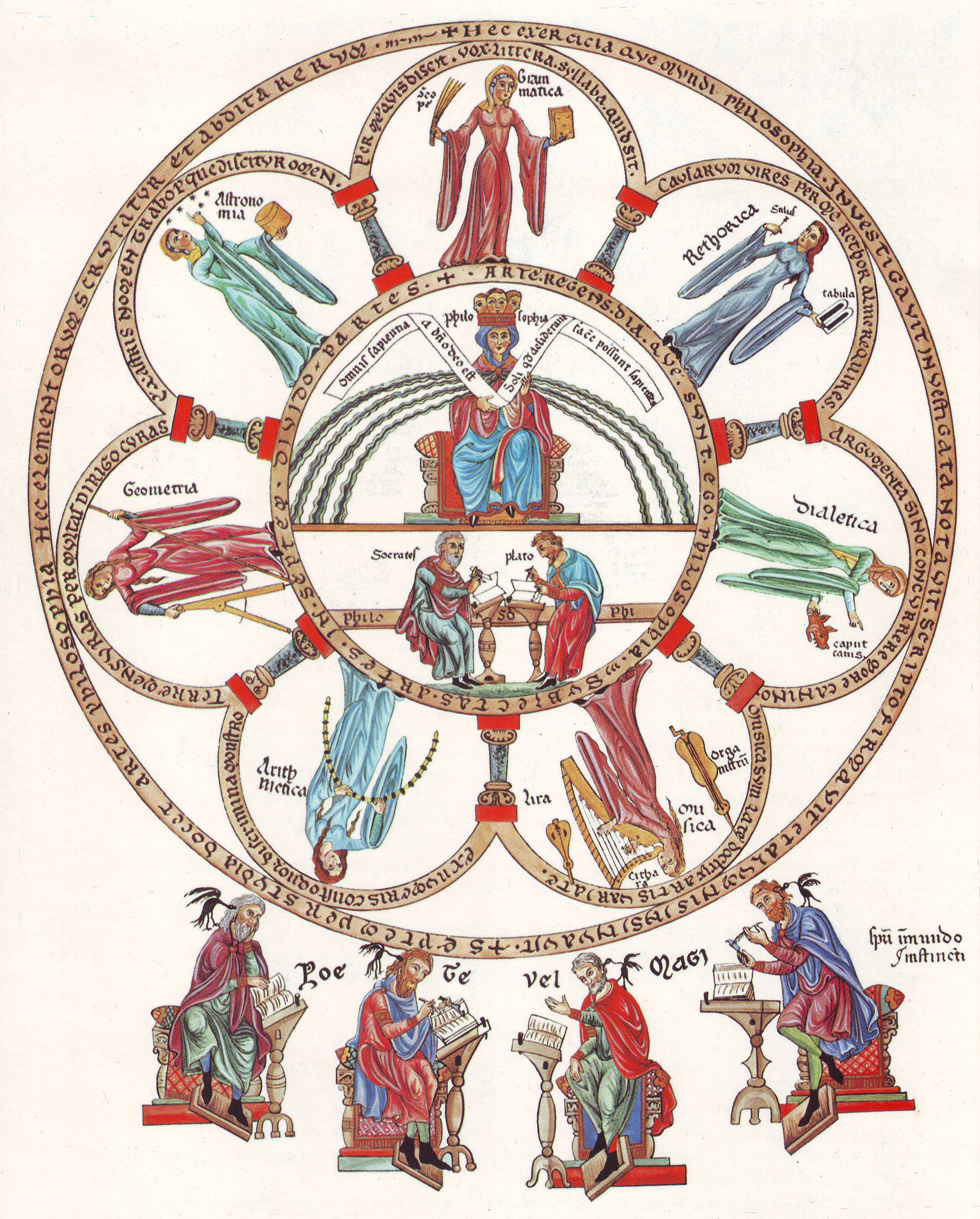
Philosophia et septem artes liberales – Illustration aus dem Hortus Deliciarum der Herrad von Landsberg (12. Jahrhundert)

Mit den Umbrüchen der Völkerwanderungszeit löste sich das antike Kunstleben in Europa so gut wie auf. Der mittelalterliche Kunstbegriff übernimmt jedoch das Schema der artes mechanicae wie der artes liberales, der freien Künste des (philosophischen) Grundstudiums, die in den drei großen Fakultäten Theologie, Jurisprudenz und Medizin vorausgesetzt wurden.
Der bildende Künstler ist nach wie vor Handwerker und in Zünften wie alle anderen Berufe organisiert. Als Individuum tritt er selten in Erscheinung, die Signatur eines Werkes ist unüblich. Auftraggeber für fast alle künstlerischen Produktionen – Malerei, Bildhauerei, Musik, Theater – ist die Kirche. In geringerem Maße lässt sich auch der feudale Adel Auftragsarbeiten liefern. Es entstehen profane und sakrale Ausdrucksformen, Bildtypen, Musikformen und anderes.
Vertrat man in der Antike noch ein naturalistisches Menschenbild und versuchte, die Natur möglichst gut nachzuahmen, so definierte sich Schönheit im Mittelalter über den geistigen (religiösen) Gehalt einer Darstellung, wie er von den Scholastikern als Schönheit Gottes erkannt wurde, die sich in der Kunst widerspiegeln sollte.

### Frühe Neuzeit
Der Stellenwert der bildenden Kunst und der Arbeit des Künstlers ändern sich in der Neuzeit mit dem Übergang zu einer bürgerlichen Gesellschaft: Wo vorher meist im Auftrag von Kirche und Adel Werke geschaffen werden, wächst mit dem gebildeten Kunstsammler ein neuer Rezipiententyp heran.
Dieser Prozess beginnt zuerst in Italien mit der Frührenaissance und setzt sich ab Mitte des 15. Jahrhunderts in ganz Europa fort. Die Städte erstarken und mit ihnen die Kaufleute, die ihre neue Stellung in der Feudalgesellschaft mit Kunst demonstrieren. Der Künstler emanzipiert sich, entdeckt sich als Subjekt, und schafft Werke, deren Hauptzweck nicht mehr die Vorstellung eines Glaubensinhalts oder der Macht eines Fürsten ist, sondern die fachkundige Debatte über Entwurf, Ausführung und Könnerschaft, und Künstler wird Beruf. So entstehen hochkomplexe ikonografische Bild- und Architekturprogramme, die zu enträtseln eine Aufgabe für das Kunstpublikum wird. Es entsteht eine neue literarische Gattung: Ekphrasis, Kunstliteratur, Schreiben über Künstler und Kunst, und Betrachtung („Kunstgenuss“) als Bestandteil der künstlerischen Intention. Der nunmehr autonome Künstler denkt über seine Rolle nach, was in der bildenden Kunst im Paragone öffentlich gemacht wird.
Die „Wiedergeburt“, die im Begriff Renaissance angesprochen wird, bezieht sich auf die erneute Anknüpfung an die klassische Antike, auf deren Menschenbild und Naturbegriff die Kunstproduktion aufbaut. In der Musik und Literatur blühen profane Werke. Die Reformation forciert die Schwächung der römisch-katholischen Kirche als wichtigstem Auftraggeber der Künstler, was auf dem Konzil von Trient mit einem ausführlichen Gegenkonzept beantwortet wird. Die Notwendigkeit einer katholischen Gegenreformation legt den Grundstock für die Explosion der künstlerischen Produktion in Musik und bildender Kunst im Barock.
Diente das Kunstwerk noch zu Beginn der Neuzeit dazu, sich „Merkwürdiges“ einzuprägen, so verlor es diese Funktion mit zunehmender Verbreitung des Buchdrucks. In der Folgezeit entsteht das Problem des ständigen „Neuheitsschwundes“ der Kunst: Sie muss seither immer wieder durch Innovationen überraschen. Damit wird sie zu einem autonomen gesellschaftlichen Subsystem.

### Aufklärung

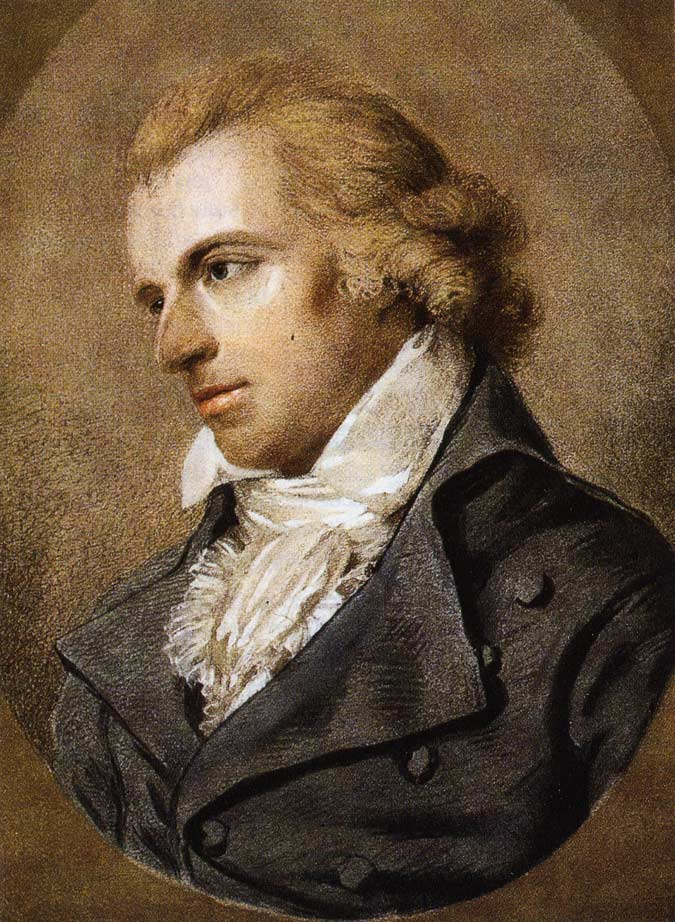
Literatur: Ludovike Simanowiz: Porträt Friedrich Schiller (1794)

In der zweiten Hälfte des 18. und am Anfang des 19. Jahrhunderts, im Zeitalter der Aufklärung, begannen die gebildeten Kreise Gemälde, Skulpturen und Architektur sowie Literatur und Musik als Kunst im heutigen Wortsinn zu diskutieren. Themen verbindend wurde die Ästhetik in Abgrenzung zum Hässlichen als Kategorie zur Qualifizierung von Kunstwerken begründet. Freiheit wurde zum Ideal für Politik, Wissenschaft sowie für die sich allmählich als eigenständige Bereiche herausbildenden Gattungen Literatur und Kunst. Der handwerkliche Aspekt künstlerischen Schaffens verlor an Bedeutung. Mit dem deutschen Idealismus stand die Idee über dem Artefakt. Eine der wichtigsten Voraussetzungen für diesen Prozess war die durch die beginnende industrielle Revolution beschleunigte Säkularisierung.
Die Differenzierung zwischen Literatur und Kunst war das Ergebnis der kurz zuvor begonnenen Literaturdiskussion, die sich nicht mehr mit allen geistigen Arbeiten befasste, sondern Romane, Dramen und Gedichte als Literatur in einem gewandelten Wortsinn zusammenfasste. Im Bestreben, ein größeres Publikum anzusprechen, wurde der Terminus Kunst zunächst auf Gemälde und Skulpturen verengt, auf Gegenstände, die in den Zeitungen und Zeitschriften – den Journalen, die es seit dem frühen 18. Jahrhundert gab – vorgestellt und beurteilt wurden. Es entstand ein verbreitetes Rezensionswesen. Die Begriffe Werk, Original und Genie als Ausdrucksformen der Individualität des Künstlers wurden durch Kant geprägt. Man unterschied zwischen inneren und äußeren Bildern. Innere Bilder waren zum Beispiel Sprache, Vorstellungen und die Ideen, äußere hingegen Einrichtungsgegenstände, Bauwerke oder handwerklich gefertigte Produkte.
Dem Freiheitsgedanken gemäß ist der bildende Künstler nicht mehr einem Auftraggeber verpflichtet, sondern produziert unabhängig für einen neu entstehenden Kunstmarkt. Damit wandeln sich zum einen die Themen, die statt religiöser und mythologischer Motive, Porträt und Allegorie nun zum Beispiel auch Schilderungen aus der Arbeitswelt des aufkommenden Industriekapitalismus umfassen. Zum anderen entwickeln sich individuelle Stile, die nicht zuletzt als Markenzeichen, modern gesprochen als Marketinginstrument der konkurrierenden Künstler dienen. Auch Komponisten wie Mozart verabschieden sich aus festen Anstellungen bei weltlichen oder kirchlichen Fürsten. Diese neue Freiheit ist mit entsprechenden Risiken verbunden, das romantische Bild des verarmten Künstlers, verbunden mit dem Geniebegriff sind die Folgen.

### Moderne

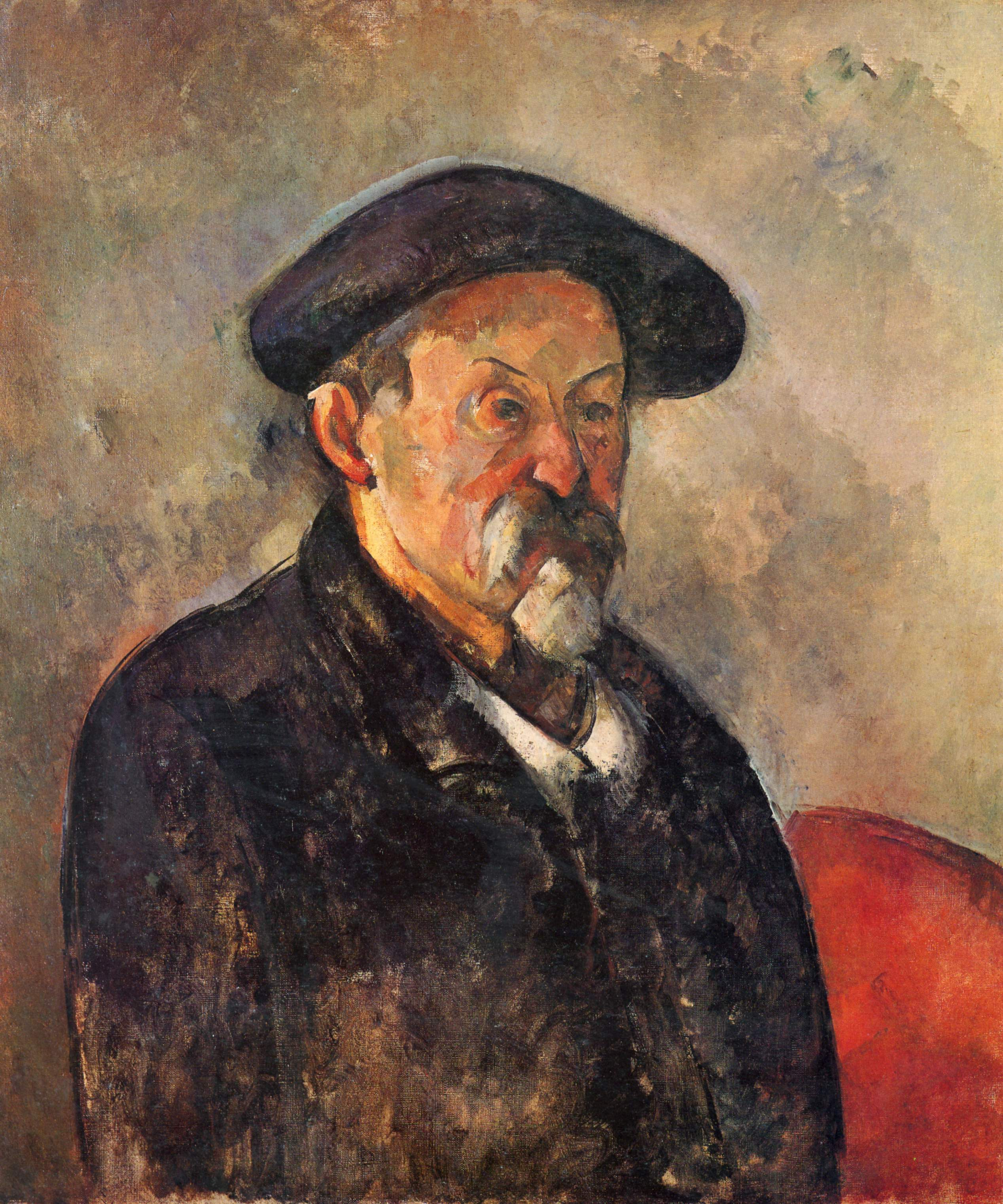
Bildende Kunst: Paul Cézanne: Selbstbildnis (1898–1900)

Die Aufklärung bereitete den Kunstbegriff der Moderne vor. Emanzipierte sich am Ende des Mittelalters der Künstler zum autonomen Subjekt, so emanzipierte sich am Ende des barocken Feudalismus das Kunstwerk selbst und wurde autonom. Im Zeitalter von Maschinen, Arbeitsteilung und Automatisierung veränderte sich der Status von handwerklicher Tätigkeit in der Kunst. Kunst existiert nun nicht mehr in Funktionszusammenhängen, sondern allein aus sich heraus, wird zu L’art pour l’art. Die in Funktionszusammenhängen verbleibenden Kunstformen konstituieren sich unter dem neuen Oberbegriff angewandte Kunst für das Kunstgewerbe.
Während in der Stilkunde die Stilepochenbezeichnungen nachträglich dem jeweiligen Kunstschaffen angehängt wurden, prägen nun die Künstler im Wechselspiel mit der neu aufgekommenen Kunstkritik selber ihre Kategorien. Die zahlreichen, teils parallel entstehenden Ismen sind jetzt eher kurzzeitige Stil-Begriffe als Epochenkonzepte.
Die Bedeutung der Frauen in der Kunst nimmt zu.
Mit dem Beginn der Moderne beginnt zugleich der Antagonismus der Gegenmoderne. Waren bis zur Aufklärung die Adressaten für Kunst nur ein sehr kleiner Kreis (der Klerus, der Adel, das reiche Bürgertum), so erweitert sich das Publikum mit der Entstehung des frei zugänglichen Kunstmarktes, den zu seiner Förderung veranstalteten öffentlichen Ausstellungen (Salons) und den in der Presse eröffneten Debatten über Kunst, der massenhaft verlegten Literatur usw. beträchtlich. Zugleich konzentrierte sich die künstlerische Auseinandersetzung sowohl in bildender Kunst wie der Musik oder Literatur immer stärker auf die Untersuchung der eigenen Entstehungsbedingungen. In dem Maße, in dem sich die Kunst selbst thematisierte (Metakunst), verlor sie das Interesse der breiten Schichten, denen sie als Avantgarde eigentlich vorangehen wollte.
Blieben zuvor Konflikte um Kunst intern und waren beispielsweise patriotischer Natur (florentinisches Disegno contra venezianisches Colore) oder eine Frage des Geschmacks (Rubenisten contra Poussinisten, Streit der Anciens et Modernes usw.), so verweigern nun ganze Teile der Gesellschaft der Kunst ihrer Zeit die Akzeptanz. Es entwickelt sich eine Gegenmoderne, die ihre Ausdrucksformen in diversen der modernen Kunst entgegengesetzten Stilen sucht – z. B. durch neoklassizistische, andere historistische oder bewusst anachronistisch ausgerichtete Kunst. Dies kann als ein Protest gegen die Prinzipien moderner bzw. kontemporärer Kunst verstanden werden.
Über diesen Protest weit hinaus ging die Diffamierung der modernen Kunst im Nationalsozialismus, der mit dem Schlagwort Entartete Kunst die Klassische Moderne im Ganzen zu treffen versuchte und die sogenannte Deutsche Kunst mit brachialen Mitteln durchsetzte: durch Berufsverbote, höhnische Präsentationen wie in der Ausstellung „Entartete Kunst“, bis hin zur Ermordung jüdischer Künstler im Holocaust. Ab November 1936 löste das NS-Regime nach und nach alle Abteilungen der Kunst des frühen 20. Jahrhunderts in den deutschen Museen auf. In der Sowjetunion entstanden in den 1920er Jahren die noch als revolutionär empfundenen Avantgarden Konstruktivismus und Suprematismus, mit Beginn des Stalinismus gewann der anti-moderne Reflex die Oberhand und führte zum Sozialistischen Realismus in Literatur, bildender Kunst und Musik.
Entsprechend den politischen Widersprüchen im Anschluss an die Phase des Totalitarismus seit den 1930er Jahren, entwickelte sich innerhalb der Moderne der ausgehenden 1950er Jahre als zeitgenössische Widerstandsbewegung oder Post-Avantgarde in den 1960er Jahren unterschiedliche Strömungen, sowohl in Zirkeln West- als auch Osteuropas, die sich gegen die Normierung infolge des Kalten Krieges und Stalinismus in der Sowjetunion wandten und verwehrten. Sie knüpften dabei an die Tradition der Salons der Frühmoderne in den Metropolen an, hatten aber eine weiterführende und verbindend-vermittelnde Funktion. Durch die Brüche der Kriege in Europa und Asien während der 1930er und 1940er Jahre, gewannen diese infolge der staatlichen Reorganisation in den 1950er Jahren nur bedingt an Dynamik.
Diese gewaltsame, durch den Staat hervorgerufene Unterbindung moderner Spielarten der Kunst ist allerdings nicht mit der Unzufriedenheit einiger Bevölkerungsteile über zeitgenössische künstlerische Ausdrucksformen (vor allem in der Architektur) gleichzusetzen. Ein Nebeneinander verschiedener Stile ist heute weitgehend akzeptiert und schafft eine große künstlerische Bandbreite in der heutigen oftmals als liberalistisch verstandenen Globalkultur und dem Paradigma der Gleichzeitigkeit, verursacht durch die technische Digitalisierung des Alltags.

### Postmoderne

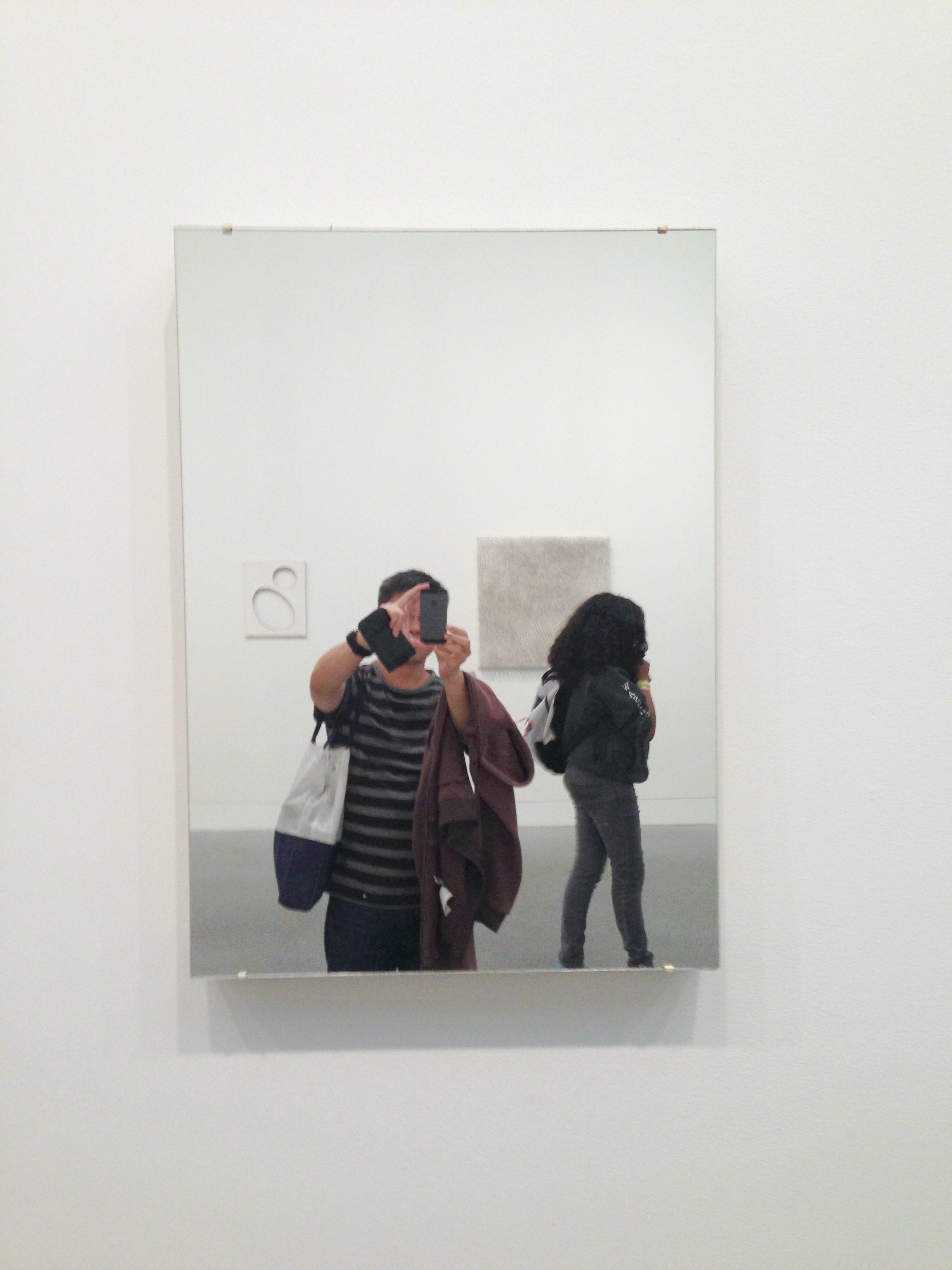
Konzeptkunst: Art & Language: Mirror Piece (1965)

Die postmoderne Anschauung von Kunst stellt zum Teil die Ideen von Freiheit, Originalität und Authentizität wieder in Frage, setzt bewusst Zitate anderer Künstler ein und verbindet historische und zeitgenössische Stile, Materialien und Methoden und unterschiedliche Kunstgattungen miteinander. Kunstbetrieb und Ausstellungsorte werden von einer Metaebene aus hinterfragt (White Cube). Die Grenzen zwischen Design, Popkultur und Subkultur einerseits und Hochkultur andererseits verschwimmen.
Zeitgenössische Kunst, Kunst der Gegenwart und ähnliche Sammelbegriffe fassen gegenwartsbezogene Kunst nur sehr allgemein. Der Begriff Künstlerische Avantgarde ist für die seit Beginn der Postmoderne entstehende Kunst überholt, da es in offenen Gesellschaften und Kulturen höchstwahrscheinlich keine allgemeinverbindliche Richtung für eine Vorhut oder für Vorreiter geben kann. Daher wird der Begriff „zeitgenössische Kunst“ auch zur Umschreibung für künstlerische Arbeiten, Rauminstallationen oder prozesshafte Handlungen benutzt, die in der Gegenwart etwas so wahrnehmbar machen, dass sie kulturell bedeutend in die Zukunft wirken. Die in diesem Sinne freie und zeitgenössische Kunst ignoriert scheinbar alle Bedingungen, akademischen Regeln und Einteilungen, alle Kunststile, Kunstsparten und kulturellen Grenzen, während sie sich gleichzeitig die Freiheit nimmt, sie je nach künstlerischem Bedarf zu reflektieren, zu bearbeiten und zitathaft zu nutzen.
Derartige Kunst repräsentiert ein System Kunst, das sich aus dem Zusammenwirken von mehreren Instanzen, Diskursen, institutionellen Akteuren und etablierten Praktiken ergibt. Zeitgenössische Kunst als global und interkulturell funktionierendes System vereint die Ursprünge in verschiedenen Kulturen, Kunstgeschichte zum theoretischen Fundament von Kunst, wobei für die abendländische Kunsttradition die antike Philosophie als historische Basis besonders bedeutend bleibt. Auch zeitgenössische Kunst lässt herkömmliche Einteilungen, wie Malerei, Bildhauerei, Tanz, Musik, Theater usw. durchscheinen, zeichnet sich jedoch gerade durch ihre Thematisierung, Infragestellung, Überwindung, Erweiterung, interdisziplinäre Integration und Ironisierung aus. Heute stehen Fotografie, Videoprojektion und Video-Installation, Environment, Rauminstallationen, Happening und Performance neben Malerei und Theater, während die Medienkünste, darunter die Kinetik und Lichtkunst u. a. sich ohnehin so verorten, wie es jeweils mediengerecht und sachdienlich erscheint.
Parallel zu dieser Entwicklung wurde Anfang der 1970er Jahre die Schnittstelle zwischen den zu diesem Zeitpunkt weitgehend getrennten Medien, im engen Verständnis des Kunstbegriffes, zwischen Malerei und Fotografie kunsthistorisch relevant durch Arbeiten der Fotokünstler Pierre Cordier (Chimigramme), Paolo Monti (Chemigramm) und Josef H. Neumann (Chemogramme) geschlossen. Die Chemogramme von Josef H. Neumann schließen 1974 die Trennung von malerischem Grund und fotografischer Schicht, indem er sie, in einer bis zu diesem Zeitpunkt nie dagewesenen Symbiose, als nicht verwechselbares Unikat in gleichzeitiger malerischer und realer fotografischer Perspektive innerhalb einer fotografischen Schicht in Farben und Formen vereint.

Chemogramme und Chimigramme
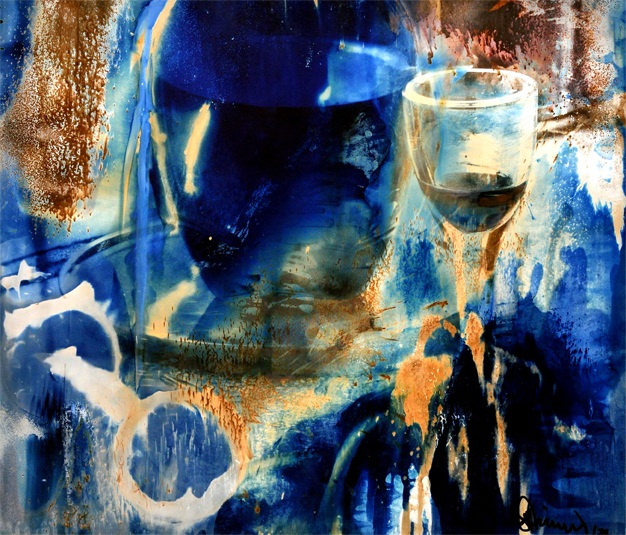
Josef H. Neumann: Chemogramm,Gustav I (1976)
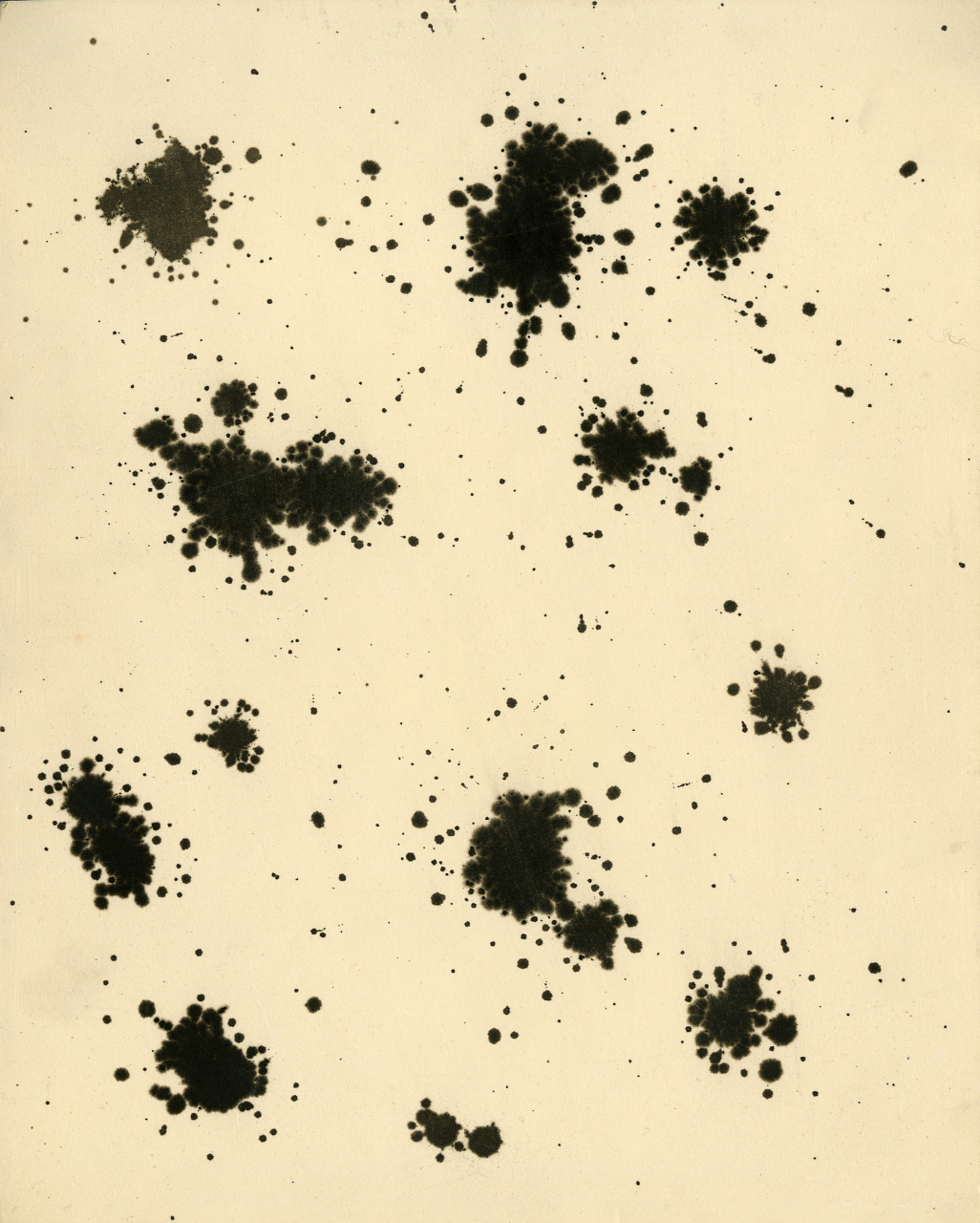
Paolo Monti: Chimigramm, Serie fotografica, 1970

Ähnlich wie in der Wissenschaft erschließt sich das umfassende Verständnis der möglichen Bedeutungen von Werken und Arbeiten oft erst durch eingehende Beschäftigung mit dem künstlerischen Gegenstand. Es wird in verschiedenen Kontexten interpretiert, die sich je nach Betrachter und Leser, je nach Publikum und den in das Geschehen Einbezogenen, sowie je nach Interessen der Kritiker und anderen professionellen Vermittlern wandeln und unterscheiden. In der Kunsttheorie wird der zeitgenössische Kunstbegriff intensiv diskutiert. Sie stellt dabei künstlerische Praktiken, Prozesse, Institutionen und Akteuren (Künstler, Rezipienten, Manager, Investoren/Käufer, …) sowie die Kunstwerke selbst ins Zentrum der Untersuchung.

## Voraussetzungen und Funktionen
Mit der Frage, welche biologischen Grundlagen das Kunstbedürfnis des Menschen hat, bzw. welche psychologischen, soziologischen, ökonomischen und politischen Funktionen Kunst für den Menschen und die Gesellschaft hat, beschäftigen sich die Biologie, die Kunstsoziologie, die Psychologie, die Rechtswissenschaft und die Kulturwissenschaften im Allgemeinen.

### Biologie

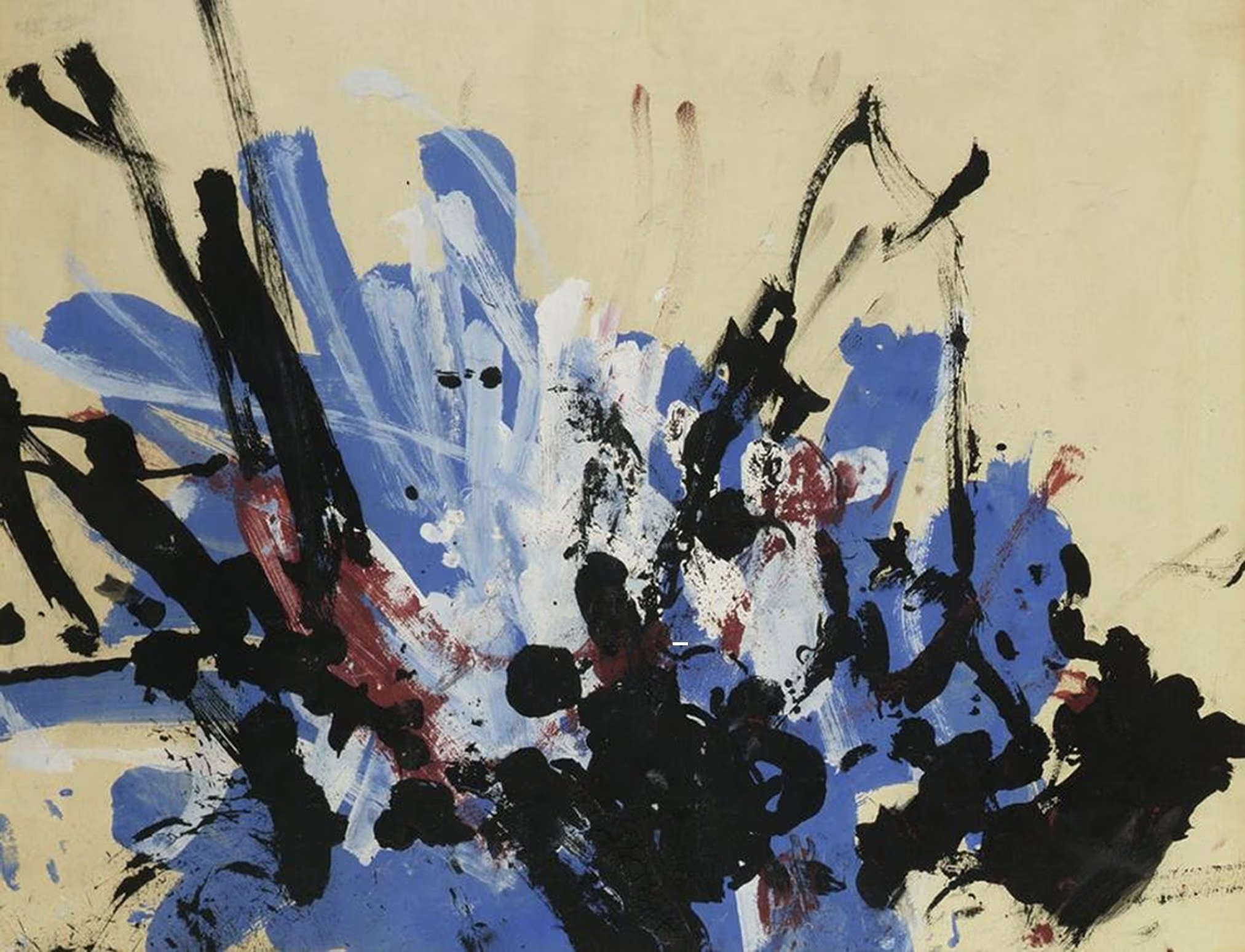
Ein Bild des Schimpansen Congo

Die rasante Entwicklung der Biowissenschaften hat dazu geführt, dass auch höhere kognitive Leistungen des Menschen in den biologischen Disziplinen untersucht werden. Davon sind auch das künstlerische Gestaltungsbedürfnis und die ästhetischen Empfindungen nicht ausgenommen. Biologische Untersuchungen mit Bezug auf die Kunst finden insbesondere in der Evolutionstheorie und der Neurowissenschaft statt.
In der Evolutionsbiologie werden Verhaltensweisen in der Regel über einen Selektionsvorteil erklärt. Konkret bedeutet das, dass kunstbetreibende und kunstschätzende Menschen mehr Nachkommen zeugen müssten als die anderen. Ein derartiges Erklärungsmuster scheint in Bezug auf Kunst nicht unmittelbar einsichtig. Dennoch finden sich Kunstformen in allen historischen Epochen und Kulturbereichen, was darauf hinweist, dass ein Kunstbedürfnis biologisch gegeben und nicht allein ein Ergebnis sozialer Prägung ist. Für die biologische Verankerung des Kunstbedürfnisses können mehrere Erklärungen angeboten werden. Am wahrscheinlichsten ist die Kunst als Auswahlkriterium für die Partnerwahl. Die menschliche Evolution ist durch eine Zunahme des Gehirnvolumens und damit der kognitiven Fähigkeiten geprägt. Die Fähigkeit, Kunst zu produzieren, ist ein von außen erkennbarer Hinweis auf Kreativität, welche auch in anderen Bereichen zu kreativen Lösungen führen kann. Menschen, die Zeit für Kunst hatten, hatten keine Probleme, die täglichen Bedürfnisse nach Nahrung und Sicherheit zu stillen, denn wer neben dem Alltag noch Reserven für primär sinnfreie Tätigkeiten wie Kunst hat, stellt damit seine Überlebensfähigkeit dar. Der Mensch als soziales Wesen hat viele Mechanismen entwickelt, um seine sozialen Gemeinschaften zu stärken. Auch die Kunst kann als Spender gruppenspezifischer Traditionen und Werte menschliche Gemeinschaften stützen. Eine ergänzende Hypothese geht davon aus, dass das Kunstbedürfnis ein Nebenprodukt (Epiphänomen) der Entwicklung anderer überlebensrelevanter, kognitiver Leistungen ist. Die Vorteile dieser kognitiven Fähigkeiten müssten demzufolge die Nachteile des Kunstbedürfnisses (Zeit, Material) übersteigen.
Eine Bestätigung soziobiologischer Theorien durch Experimente ist nicht durchführbar, da Kreuzungsexperimente mit Menschen ethisch nicht vertretbar sind. Die Theorien müssen deshalb spekulativ bleiben. Insbesondere die Abgrenzung zum Kunstbedürfnis als Produkt der kulturellen Evolution ist schwierig.

### Psychologie und Neurowissenschaften
In der Psychologie wird der gestalterische Aspekt von Kunst durch die Kreativitätsforschung untersucht, der Wahrnehmungs- und Bewertungsaspekt durch die experimentelle Ästhetik.
Der Wert von Kunst wird zumindest in weiten Teilen im Ausdruck von Gefühlen gesehen.
Die Bewertung eines künstlerischen Werks unterliegt unterschiedlichen Faktoren. Zum Beispiel führen Charakteristika des bewertenden Individuums (wie seine Persönlichkeit und sein Geschmack) zu unterschiedlichen Präferenzen. Eine Studie von über 90.000 Personen zeigte, dass Persönlichkeitsmerkmale, wie Offenheit für Erfahrung, starke Korrelate der Präferenzen für bestimmte Gemälde und für das Genießen von Besuchen in Kunstgalerien sind.
Die Bewertung von Kunst ist über verschiedene Epochen hinweg weder völlig übereinstimmend, noch völlig unabhängig voneinander: Bei der Bewertung des Lebenswerks von Renaissance-Malern durch Kunsthistoriker aus über 450 Jahren beträgt der Grad der Übereinstimmung zwischen den Beurteilungen ungefähr W = 0,5 (mögliche Werte: 0 bis 1).
Es zeigte sich, dass der Zeitgeist ebenso wie objektive Eigenschaften eines Werks, die nicht dem Zeitgeist unterliegen, eine Rolle für die Bewertung spielen. So wurde in einer Untersuchung von 15.618 Themen aus der klassischen Musik die Bedeutung der objektiven Merkmale und des Zeitgeists untersucht. Sowohl die musikalische Originalität eines Themas relativ zu seinen zeitgenössischen Werken (dem Zeitgeist) als auch seine „absolute“ Originalität trugen in ähnlicher Größenordnung zur Popularität eines Themas bei. Ähnliche Ergebnisse konnten auch für sprachliche Originalität gezeigt werden. Auch der Kontext, in dem Kunst präsentiert wird, spielt eine wichtige Rolle bei deren Wahrnehmung.
Auf biologischen Grundlagen stützen sich die Neurowissenschaften bei der Erforschung des Kunstbedürfnisses. Ziel ist dabei die Zuordnung künstlerischen Schaffens zu neuronalen Prozessen oder zu unterschiedlichen neuronalen Arealen. Hinzu kommt die enorme Heterogenität künstlerischer Aktivität. Sie führt dazu, dass verschiedene künstlerische Leistungen sich mit unterschiedlichen neuronalen Prozessen korrelieren lassen.

### Psychoanalyse
Sigmund Freud sah in der Kunst – wie in jeder kreativen Tätigkeit – eine Möglichkeit, den Trieb der Libido auf nicht-sexuelle Weise zu sublimieren. In der Psychoanalyse ist aber auch der Begriff der „Unkunst“ geläufig und wird häufig öffentlich kontrovers diskutiert, z. B. wenn es darum geht zu zeigen, wie der Mensch seine Macht über Tiere ausübt. Das Museum in Wolfsburg zeigte zum Beispiel 2022 eine Darbietung von Damien Hirst, in der Hunderte Fliegen in einem Glaskasten ausschlüpften und durch eine elektronische Fliegenfalle getötet wurden.

### Der Kunstbegriff in umfassender Bedeutung
Es gibt die schönen Künste, aber auch die Ingenieurskunst, die Kunst der Rede oder der Diplomatie, den Ballkünstler, und auf sehr vielen Gebieten den Künstler in seinem Fach. Was ist, in dieser umfassenden Bedeutung, aller Kunst gemeinsam – und was unterscheidet dann die Künstler in den jeweiligen Fächern voneinander? Kunst in diesem sehr weiten Sinn ist eine kreative Tätigkeit (und deren Ergebnis), die mit höchster Effizienz ausgeübt wird; dass also, gemessen an den eingesetzten Mitteln, mit dem Ergebnis eine möglichst große Wirkung erzielt wird. Bei vergleichbarer Wirkung erfährt nicht der höhere, sondern der vergleichsweise maßvollere Aufwand die höhere Wertschätzung als Kunst. Das bedeutet jedoch nicht, dass das Instrumentarium nur einfach und bescheiden sein müsste oder dass es für den Künstler immer einfach ist, zur einfachsten Lösung eines Problems oder zu den wirkungsvollsten Ausdrucksmitteln zu gelangen.
Die einzelnen Formen von Kunst unterscheiden sich aber in der Art der Wirkung, und diese hängt vom Sachgebiet ab. Das Ziel der Ingenieurskunst ist z. B. die tragfähige und solide Brücke, das Wesentliche am Essay ist die scharfsinnige Analyse, der Schwerpunkt der schönen Künste liegt vorwiegend im Wecken und Anregen von Gefühlserlebnissen. Man kann viele Tätigkeiten als Kunst im weitesten Sinn ausüben; die Kriterien dafür sind Kreativität und Effizienz.

### Rechtliche Stellung
Kunst ist eine Erscheinung in jeder Kultur, Gegenstand sozialer Konventionen und – sofern eine Gesellschaft ein Rechtswesen entwickelt – ein Objekt der Gesetzgebung. In demokratischen Ländern ist das Recht auf Kunstfreiheit entweder in der Verfassung verankert oder im Rahmen der Meinungsfreiheit garantiert. In Staaten mit anderer politischen Organisation wird die Kunstausübung häufig reglementiert und/oder zu Propagandazwecken instrumentalisiert. Diktaturen setzen Kunst häufig gezielt dazu ein, das jeweilige Regime zu stabilisieren. Freier künstlerischer Ausdruck wird einer Zensur unterworfen und mit Repressionen bedroht oder ihnen tatsächlich ausgesetzt. Aufgrund derartiger Repressionen produzieren Künstler dann kritische Werke nicht (Schere im Kopf), veröffentlichen sie nicht oder gehen in eine innere Emigration. Einige Künstler verinnerlichen die staatlichen, sozialen und/oder religiösen Anforderungen und produzieren – aus Überzeugung oder aus wirtschaftlichen Zwängen – affirmative Werke.
Plagiate, Imitate und stark von anderen Künstlern beeinflusste Werke gab und gibt es in jeder Phase der Kunstgeschichte. Wenn der Produzent seine Vorlagen verbirgt, ist dies als Kunstfälschung ebenso strafbar wie eine Verletzung des Urheberrechts. Um eine solche Verletzung rechtlich fassbar zu machen, werden vom Gesetzgeber Kriterien eingeführt, die im Kunstbetrieb selbst keine Rolle spielen. So kann aus der Sicht des Urheberrechts ein Künstler ein Werk beispielsweise erst dann als sein Eigentum bezeichnen, wenn es eine ausreichende Schöpfungshöhe erreicht hat. Diese setzt eine persönliche, individuelle und geistige (menschliche) Schöpfung voraus, welche eine durch die menschlichen Sinne wahrnehmbare Form besitzt (siehe Werkbegriff des Urheberrechts bzgl. der Schöpfungshöhe).
Die Kunstfreiheit ist in Deutschland ein durch Art. 5 Abs. 3 Grundgesetz geschütztes Grundrecht. Kunstwerke selbst können einerseits als Kulturgüter rechtlichen Schutz durch nationale und internationale Bestimmungen und Organisationen (UNESCO, Blue Shield etc.) genießen und andererseits auch rechtlichen Beschränkungen (Ausfuhrverbote etc.) unterworfen sein.

### Kunst und bildende Kunst allgemein
- Ernst H. Gombrich: Die Geschichte der Kunst. Phaidon, Berlin 2002.
- Georg W. Bertram: Kunst. Eine philosophische Einführung. Reclam, Ditzingen 2005.
- Fondation Beyeler (Hrsg.): Was ist Kunst? Hatje Cantz, Ostfildern 2012, ISBN 978-3-7757-3526-1 (hatjecantz.de).
- Broder Christiansen: Philosophie der Kunst. Clauss und Feddersen, Hanau 1909.
- Karlheinz Deschner: Kitsch, Konvention und Kunst. Eine literarische Streitschrift. List, München 1957; Ullstein, Frankfurt am Main 1991, ISBN 3-548-34825-4.
- John Dewey: Kunst als Erfahrung. Verlag, Frankfurt am Main 1998.
- Umberto Eco: Das offene Kunstwerk. Frankfurt am Main 2002.
- Stephen Farthing (Hrsg.): Kunst. Die ganze Geschichte. DuMont, Köln 2011, ISBN 978-3-8321-9385-0.
- Hans-Georg Gadamer: Die Aktualität des Schönen. Kunst als Spiel, Symbol und Fest. Reclam, Ditzingen 1977.
- Nelson Goodman: Weisen der Welterzeugung. Suhrkamp, Frankfurt am Main 1990, ISBN 3-518-57615-1.
- Nelson Goodman: Sprachen der Kunst. Entwurf einer Symboltheorie. Verlag, Frankfurt am Main 1997.
- Peter Hacks: Die Maßgaben der Kunst. Eulenspiegel-Verlag u. a.
- Michael Hauskeller: Was ist Kunst? Positionen der Ästhetik von Platon bis Danto. Beck, München 2002, ISBN 3-406-45999-4.
- Dieter Henrich, Wolfgang Iser (Hrsg.): Theorien der Kunst. Frankfurt am Main 1999.
- Immanuel Kant: Beobachtungen über das Gefühl des Schönen und Erhabenen. Wissenschaftlicher Verlag, Schutterwald/Baden 2002, ISBN 3-928640-51-8.
- Harry Lehmann: Die flüchtige Wahrheit der Kunst. Ästhetik nach Luhmann. Fink, München 2006, ISBN 3-7705-4193-6.
- Heinrich Lützeler: Kunsterfahrung und Kunstwissenschaft. Systematische und entwicklungsgeschichtliche Darstellung und Dokumentation des Umgangs mit der bildenden Kunst. (= Orbis academicus I/15, 1–3). 3 Bände. Alber, Freiburg/München 1975, ISBN 3-495-47309-2.
- Andreas Mäckler: 1460 Antworten auf die Frage: Was ist Kunst? DuMont Buchverlag, Köln 2000, ISBN 3-7701-5420-7. (Früher: Was ist Kunst? 1987)
- Hanno Rauterberg: Und das ist Kunst?! – Eine Qualitätsprüfung. S. Fischer Verlag, Frankfurt am Main 2007, ISBN 978-3-10-062810-7.
- Brigitte Riese: Seemanns Lexikon der Kunst. Architektur, Grafik, Kunsthandwerk, Malerei, Plastik, Schulen, Stile, Tendenzen. E. A. Seemann Verlag, Leipzig 2009, ISBN 978-3-86502-018-5.
- Christian Saehrendt, Steen T. Kittl: Das kann ich auch – Gebrauchsanweisung für moderne Kunst. DuMont Literatur und Kunstverlag, Köln 2007, ISBN 978-3-8321-7759-1.
- Wladyslaw Tatarkiewicz, „What is Art? The Problem of Definition Today“, British Journal of Aesthetics 11 (1971), 134–153.
- Leo Graf Tolstoi: Was ist Kunst? Eine Studie. Wissenschaftlicher Verlag, Schutterwald/Baden 1998, ISBN 3-928640-33-X.
- Wolfgang Ullrich: Was war Kunst? Biographien eines Begriffs. S. Fischer, Frankfurt am Main 2005.
- Wolfram Völker (Hrsg.): Was ist gute Kunst? Hatje Cantz Verlag, Ostfildern 2007, ISBN 978-3-7757-1976-6.
- Tasos Zembylas: Kunst oder Nichtkunst. Über Bedingungen und Instanzen ästhetischer Beurteilung. WUV-Univ.-Verlag, Wien 1997.

### Romantik
- Wilhelm Heinrich Wackenroder, Ludwig Tieck: Phantasien über die Kunst. 1799.

### Kunst und Arbeitswelt
- Friedrich Schnack: Die Welt der Arbeit in der Kunst. Schuler Verlagsgesellschaft, Stuttgart 1965, DNB 454419473. (Kunst aus 38 Museen und Sammlungen in Europa, Russland und den USA – mit dem zeitlichen Schwerpunkt vom Merkantilismus bis zum Industriezeitalter)

### Außereuropäische Kunst
- Clifford Geertz: Dichte Beschreibung. Beiträge zum Verstehen kultureller Systeme. Frankfurt am Main 2002.

### Kunst und Politik
- Walter Benjamin: Der Autor als Produzent. Ansprache im Institut zum Studium des Fascismus in Paris am 27. April 1934. (online)
- Tasos Zembylas (Hrsg.): Kunst und Politik. Aspekte einer Problematik. Innsbruck 2000.
- Hansjürg Buchmeier, Peter Stobbe: Kunstsätze. Audio-CD. Verlag Martin Wallimann, Alpnach 2002, ISBN 3-908713-28-5.

### Philosophische Ästhetik und Kunstpraxis
- Theodor W. Adorno: Gesammelte Schriften. Band 7: Ästhetische Theorie. Suhrkamp, Frankfurt am Main 1970, ISBN 3-518-57083-8.
- Georg W. Bertram: Kunst als menschliche Praxis. Eine Ästhetik. Suhrkamp, Berlin 2014.
- Stephen Davies: The Philosophy of Art, Blackwell, Malden, MA. 2006.
- John Dewey: Kunst als Erfahrung. (Übersetzung aus dem Englischen von Christa Velten, Gerhard vom Hofe und Dieter Sulzer); Suhrkamp, Frankfurt am Main 2021, ISBN 978-3-518-28303-5.
- Noel Carroll: Philosophy of Art. A contemporary introduction, Routledge, London 1999.
- Daniel M. Feige: Kunst als Selbstverständigung. Mentis, Münster 2012.
- Annemarie Gethmann-Siefert: Einführung in die Ästhetik. Wilhelm Fink Verlag, München 1995, ISBN 3-7705-3059-4.
- Gordon Graham: Philosophy of the Arts. An introduction to Aesthetics, 3. Aufl. Routledge, London 2005.
- Hans Robert Jauss (Hrsg.): Die nicht mehr schönen Künste. Wilhelm Fink Verlag, München 1968.
- Harry Lehmann: Gehaltsästhetik. Eine Kunstphilosophie. W. Fink, Paderborn 2015, ISBN 978-3-7705-5983-1.
- Reinold Schmücker: Was ist Kunst ? Eine Grundlegung, 2. Aufl., V. Klostermann, Frankfurt a. M. 2014.
- Martin Seel: Ästhetik des Erscheinens. Frankfurt am Main 2003.
- Nina Zschocke: Der irritierte Blick : Kunstrezeption und Aufmerksamkeit. 1. Auflage. Wilhelm Fink Verlag, München / Paderborn 2005, ISBN 3-7705-4157-X.